# Slavko Petrović
Slavko Petrović (1958. augusztus 10. –) szerb-német kettős állampolgárságú labdarúgókapus, jelenleg vezetőedzőként 
nak FK Radnik Bijeljina.

## Játékos-pályafutás
Játékosként 7 alkalommal védte a jugoszláv válogatott kapuját, kétszeres bajnok és kupagyőztes a Crvena Zvezdával az egykori Jugoszláviában, 1979-ben UEFA-kupa döntőn vett részt a Borussia Mönchengladbach gárdája ellen. Ezek után Németországban telepedett le, ahol a Düsseldorf, a Rot-Weiss Essen, valamint a Wormatia Worms együttesében játszott. 1983-ban súlyos sérülést szenvedett (nyílt lábszár és sípcsonttörés), abba kellett hagynia a játékot, 25 évesen.

## Edzői pályafutás
Az edzői hivatást választotta és futballtanári végzettséget szerzett. Először csak kisebb csapatoknál kapott munkát.

### Kalsruhe
Első komolyabb feladatát 1997–1998-ban Karlsruher SC-nél kapta, ahol Winfried Schäfer másodedzőjeként dolgozhatott, de az idény végén kiestek az élvonalból.

### Darmstadt
Ezek után a német harmadosztály déli csoportjában (Regionalliga Süd) szereplő Darmstadt gárdájánál alkalmazták.
1998. május 18-án. A szezonból mindössze néhány mérkőzés volt hátra, a cél a kiesés elkerülése volt a gárda számára. Az utolsó forduló előtt még a 13. helyen álltak, aztán végül a pontegyenlőség ellenére búcsúzniuk kellett a 3. vonalból. A következő, 1998–99-es szezont már a negyedik vonalban kezdték el, ahol remekül szerepeltek, miután az Oberliga Hessen csoportját sikerült megnyerni, rögtön visszajutottak a 3. vonalba. A Regionalliga déli csoportjában, az 1999–2000-es szezon kezdetén már jóval erősebb csapatokkal találták magukat szembe, ami meg is látszott az eredményeken. Az első fordulóban még jól szerepeltek, azonban egyre lejjebb zuhantak a tabellán (közel a kiesőzónához) ami hatására 1999. október 12-én menesztették.

### Carl Zeiss Jena
1999 végén érkezett Jénába, a csapat akkor a Regionalliga északkeleti csoportjában mindössze a 16. helyen állt. A bajnokság átszervezése miatt (Regionalliga észak és dél lett az addigi több csoportból) mindenképpen a legjobb 7 csapat közé kellett kerülniük, hogy az újraszervezett Regionalligában (3. osztály) folytathassák. Petrovic  érkezése után lejátszott 19 mérkőzésből mindössze kettőt veszítettek el, 43 pontot gyűjtöttek, a tabellán pedig a 16. helyről egészen a 4. helyig meneteltek.
A sikeres szezon után az immár átszervezett Regionalligában kellett volna megállnia a helyét a jénai csapatnak, az újjászervezett liga túl erősnek bizonyult még, a 2000–2001-es szezonban mindössze a 18. helyen végeztek a Regionalliga déli csoportjában. A kiesés Slavko Petrovic állásába került, végül egyéves szünet után a Düsseldorf szerződtette 2002 nyarán.

### Fortuna Düsseldorf
A szezon nagy részében Petrovic irányította a csapatot: az Oberliga Nordrheinben (4. osztály – Észak-rajnai csoport), a 18 csapatos ligában 8. helyen végzett a Fortuna Düsseldorf.

### Mannheim
A 2004–05-ös szezon téli szünetében nevezték ki a szebb napokat is látott Mannheim vezetőedzőjévé, miután elődjével nagyon messze állt a klub a feljutástól (9. hely).
Petroviccal a 9. helyről a 11.-re estek vissza a tabellán, a vezetők ennek ellenére tovább bíztak a szakember munkájában, ezért vele kezdték meg a felkészülést a 2005–06-os szezonra is. Remekül kezdték a bajnokságot, a 4. forduló után a 3. helyen álltak a tabellán. Újra feléledt a remény, hogy végre elérhetik majd a feljutást a szezon végén. A későbbi fordulókban aztán visszaestek, és az 5-8. hely között mozogtak a tabellán. A téli szünetet a 6. helyen zárta a Mannheim az Oberliga Baden Württembergi csoportjában, azonban a téli felkészülést már nem a szerb trénerrel kezdték meg.

### ZTE
Kisebb szünet után érkezett Magyarországra, ahol a ZTE alkalmazta. Számos játékost hozott magával, akiket a németországi munkássága alatt ismert meg. Például Lovre Vulint vagy Matej Miljatovičot.
A vártnál rosszabb teljesítmény miatt 2008. április 30-án közös megegyezésssel szerződést bontott a klubbal. A ZTE bajnoki szereplése irányítása alatt: 11 győzelem, 5 döntetlen, 9 vereség, 46 rúgott és 33 kapott gól.

## Külső hivatkozások
- zete.co.nr[halott link]
- Petrović adatlapja a Waldhof Mannheim weblapján